# محمد علي أحمد جعدان
محمد علي أحمد جعدان هو شاعر يمني. ولد عام 1981م في صنعاء القديمة. تلقى تعليمه في صنعاء، وحصل على بكلاريوس آداب لغة عربية من جامعة صنعاء. أجاد كتابة الشعر الغنائي، وغنى له العديد من الفنانين أبرزهم فؤاد الكبسي. نشرت قصائده الغنائية في الصحف اليمنية. وإلى جانب موهبته الشعرية فقد أجاد الإنشاد كذلك.